# Filattiera
Filattiera é uma comuna italiana da região da Toscana, província de Massa-Carrara, com cerca de 2.471 habitantes. Estende-se por uma área de 48 km², tendo uma densidade populacional de 51 hab/km². Faz fronteira com Bagnone, Corniglio (PR), Mulazzo, Pontremoli, Villafranca in Lunigiana.

## Demografia
| Variação demográfica do município entre 1861 e 2011                               |
|                                                                                   |
| Fonte: Istituto Nazionale di Statistica (ISTAT) - Elaboração gráfica da Wikipedia |